# Padden
Padden (Bufonidae) zijn een familie van kikvorsachtigen. De wetenschappelijke naam kreeg deze groep in 1825 van John Edward Gray. Oorspronkelijk werd de naam Bufonina gebruikt.

## Naamgeving
Omdat er wel meer kikvorsachtigen zijn die pad worden genoemd, maar niet tot de familie Bufonidae behoren, wordt de groep vaak aangeduid met echte padden.
Strikt genomen zijn alleen soorten uit de familie Bufonidae padden, omdat ze een ontwikkeld orgaan van Bidder hebben. Omdat echter vele vroegere onderfamilies van de familie Bufonidae tegenwoordig als aparte families worden beschouwd, worden ook veel soorten uit andere families pad genoemd, terwijl deze niet meer tot de Bufonidae behoren en als kikker worden aangeduid. Voorbeelden zijn de vuurbuikpadden (Bombina) en de knoflookpadden (Pelobatidae), die beschouwd worden als padachtige kikkers.
De familie van padden komt wereldwijd voor, maar oorspronkelijk waren ze niet aanwezig in Australië, Oceanië en Madagaskar. In veel streken zijn echter soorten uitgezet of ontsnapt, met als beruchtste voorbeeld de reuzenpad in Australië. Ook in Nederland en België komen verschillende soorten padden voor, zoals de gewone pad (Bufo bufo) en de rugstreeppad (Epidalea calamita).

## Symboliek
In de iconografie is de pad het attribuut van de dood of de gierigheid. Daarnaast worden padden afgebeeld terwijl ze de geslachtsdelen van een vrouw aanvreten. In dit geval is de pad de personificatie van de wellust.
Een pad wordt in oude culturen ook vaak geassocieerd met toverkracht, transformatie en hergeboorte.

## Taxonomie
Er zijn ongeveer 590 verschillende soorten die worden verdeeld in 51 geslachten (maart 2016). Tot 2006 werd ongeveer de helft van de soorten in het geslacht Bufo geplaatst, maar sindsdien zijn vrijwel alle soorten ondergebracht in andere, vaak nieuw benoemde geslachten, zoals Anaxyrus, Incilius en Epidalea, waartoe de inheemse rugstreeppad behoort. Onderstaand is een lijst van alle geslachten weergegeven.
Familie Bufonidae
- Geslacht Adenomus
- Geslacht Altiphrynoides
- Geslacht Amazophrynella
- Geslacht Anaxyrus
- Geslacht Beekpadden (Ansonia)
- Geslacht Atelopus
- Geslacht Barbarophryne
- Geslacht Blythophryne
- Geslacht Bufo
- Geslacht Bufoides
- Geslacht Bufotes
- Geslacht Capensibufo
- Geslacht Churamiti
- Geslacht Dendrophryniscus
- Geslacht Didynamipus
- Geslacht Duttaphrynus
- Geslacht Rugstreeppad (Epidalea)
- Geslacht Frostius
- Geslacht Ghatophryne
- Geslacht Incilius
- Geslacht Ingerophrynus
- Geslacht Laurentophryne
- Geslacht Leptophryne
- Geslacht Melanophryniscus
- Geslacht Mertensophryne
- Geslacht Metaphryniscus
- Geslacht Nannophryne
- Geslacht Afrikaanse boompadden (Nectophryne)
- Geslacht Levendbarende padden (Nectophrynoides)
- Geslacht Westelijke levendbarende pad (Nimbaphrynoides)
- Geslacht Oreophrynella
- Geslacht Osornophryne
- Geslacht Parapelophryne
- Geslacht Pedostibes
- Geslacht Filipijnse padden (Pelophryne)
- Geslacht Peltophryne
- Geslacht Phrynoidis
- Geslacht Poyntonophrynus
- Geslacht Pseudobufo
- Geslacht Rentapia
- Geslacht Rhaebo
- Geslacht Rhinella
- Geslacht Sabahphrynus
- Geslacht Schismaderma
- Geslacht Sclerophrys
- Geslacht Strauchbufo
- Geslacht Truebella
- Geslacht Vandijkophrynus
- Geslacht Werneria
- Geslacht Wolterstorffina
- Geslacht Xanthophryne

## Fotogalerij

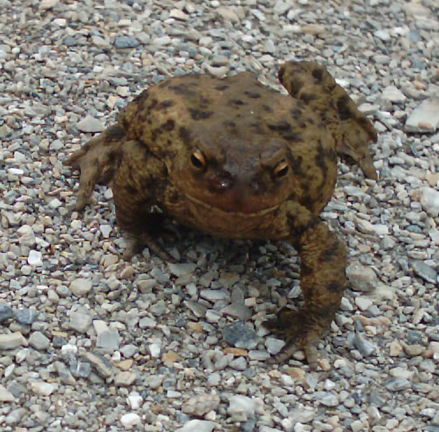
Gewone pad (Bufo bufo)
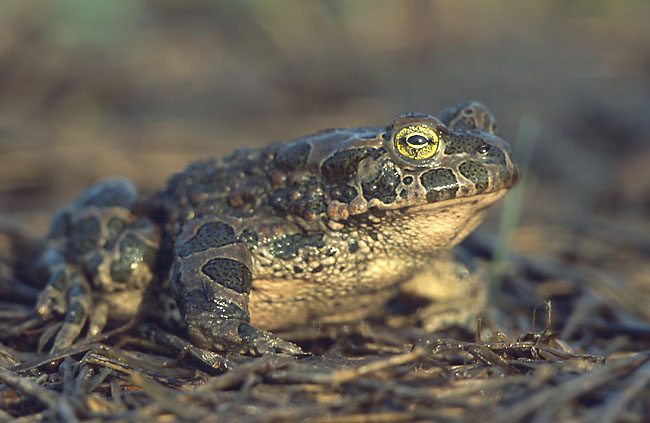
Groene pad (Bufo viridis)
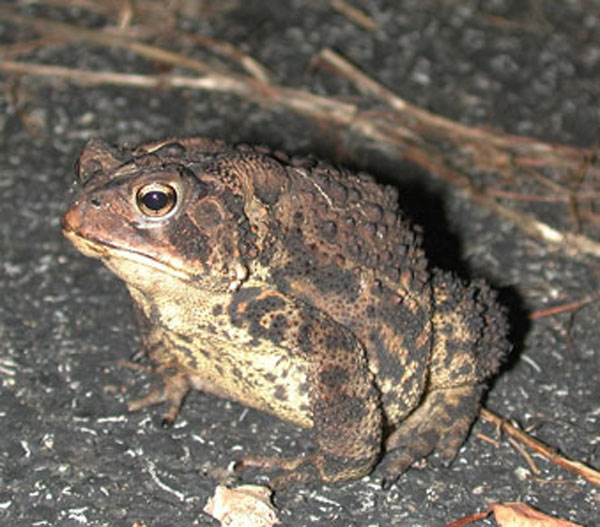
Amerikaanse pad (Bufo americanus)
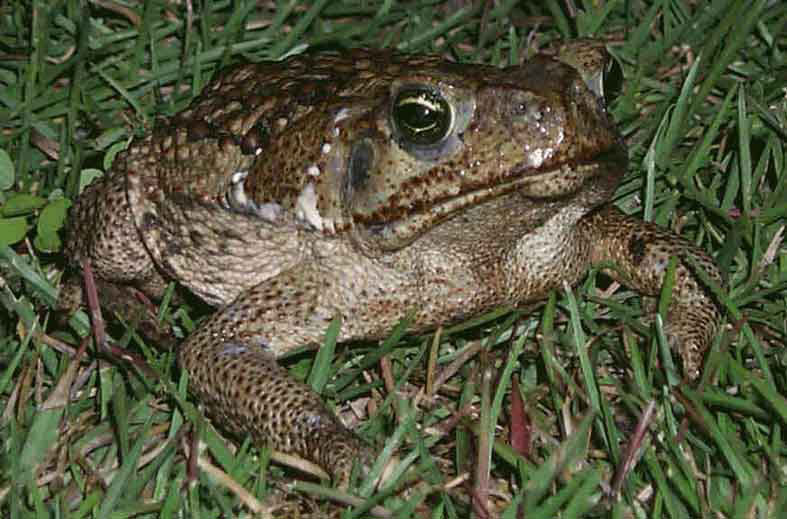
Reuzenpad (Bufo marinus)